# Greigia atrobrunnea
Greigia atrobrunnea H. Luther è una pianta della famiglia delle Bromeliacee, endemica dell'Ecuador.

## Distribuzione e habitat
Questa specie è presente in Ecuador con due sottopopolazioni disgiunte nelle province di Imbabura e Pichincha.
Il suo habitat naturale sono le foreste montane tropicali o subtropicali.

## Conservazione
La IUCN Red List classifica Greigia atrobrunnea come specie vulnerabile.